# Partenote
El partenote es el producto de la partenogénesis, es decir, del desarrollo de un óvulo sin fecundar. Según la modalidad, la partenogénesis origina exclusivamente hembras (rotíferos, pulgones) o machos (abejas). Aunque el procedimiento se ha intentado también con material genético masculino, aún no se ha logrado el desarrollo de embriones a partir de espermatozoides.